# Liezel Roux
Liezel Roux (* 25. Mai 1967) ist eine ehemalige südafrikanische Speerwerferin.

## Sportliche Laufbahn
Erste internationale Erfahrungen sammelte Liezel Roux im Jahr 1992, als sie bei den Afrikameisterschaften in Belle Vue Maurel mit einer Weite von 52,42 m die Silbermedaille hinter der Kenianerin Seraphine Nyauma gewann. Im Jahr darauf siegte sie bei den Afrikameisterschaften in Durban mit 48,24 m und 1999 siegte sie dann auch bei den Afrikaspielen in Durban mit 49,38 m. Im Jahr darauf beendete sie ihre Karriere als Leichtathletin.
1996, 1997 und 1999 wurde Roux südafrikanische Meisterin im Speerwurf.